# Projekat ljudskog genoma
Projekat ljudskog genoma (HGP) je međunarodni naučno istraživački projekat sa primarnim ciljom određivanja sekvence parova baza koje sačinjavaju DNK, kao i identifikovanja i mapiranja oko 20 000-25 000 gena ljudskog genoma sa fizičke i funkcionalne tačke gledanja.
Projekat je počeo oktobra 1990. Inicijalno je bio predvođen Ari Patrinosom, rukovodiocem Odeljenja za biološka ispitivanja i zaštitu životne sredine u Odseku za nauku Ministarstva za energiju SAD-a. Francis Kolins je rukovodio doprinosima projektu od strane Nacionalnog instituta za zdravlje SAD-a. Radni nacrt genoma je objavljen 2000. i genom je kompletiran 2003. Jedan paralelan projekat je sprovela nezavisno od državnih organizacija korporacija Celera, koja je formalno započela sa radom 1998. Najveći deo državno finansiranog sekvenciranja je izvršen na univerzitetima i istraživačkim centrima u Sjedinjenim Američkim Državama, Ujedinjenom Kraljevstvu, Japanu, Francuskoj i Nemačkoj.
Dalja detaljnija analiza je tekući projekat. Primarni fokus je na identifikaciji gena koji kodiraju proteine i utvrđivanju njihovih funkcija. Cilj tih istraživanja je da se nađu geni koji uzrokuju bolesti i da se te informacije primene u razvoju specifičnih medicinskih tretmana.

## Literatura
- Victor K. McElheny. Drawing the Map of Life: Inside the Human Genome Project (Basic Books; 2010) 361 pages. Examines the intellectual origins, history, and motivations of the project to map the human genome; draws on interviews with key figures.